# PunkBuster
PunkBuster — программа для предотвращения использования игроками читов (нечестных приёмов игры) в онлайн-играх, разработанная компанией Even Balance. Она предотвращает использование читов путём отключения игрока от сервера. Подразумевается исключение или бан пользователей.

## История
Тони Рэй основал Even Balance для разработки PunkBuster основываясь на своем опыте работы с читерами в игре Team Fortress Classic.
Первая бета-версия PunkBuster была выпущена 21 сентября 2000 года для Half-Life, так как с момента выпуска игры Valve вела тяжелую битву с читерами. Первой игрой, в которой PunkBuster был интегрирован стала Return to Castle Wolfenstein от id Software.

## Особенности
- Сканирование компьютера в реальном времени путем размещения клиента PunkBuster на компьютерах игроков для поиска известных взломов и читов с использованием встроенной базы данных;
- Регулируемая двухуровневая система фонового автообновления с использованием нескольких главных интернет-серверов для обеспечения безопасности конечных пользователей, гарантируя, что на компьютеры игроков не могут быть установлены ложные или поврежденные обновления;
- Отчеты о статусе игроков отправляются на сервер PunkBuster. При необходимости сервер сообщает о нарушении, которое (в зависимости от настроек) приведет к удалению нарушившего игрока из игры;
- Администраторы также могут вручную удалить игроков из игры на указанное количество минут или заблокировать навсегда, если это необходимо;
- Серверы могут быть дополнительно настроены на случайную проверку настроек игрока для поиска известных уязвимостей игрового движка;
- Серверы можно настроить так, чтобы клиенты вычисляли частичные хэши MD5 файлов внутри каталога установки игры. Результаты сравниваются с заданной конфигурацией и регистрируются различия, при необходимости удаляя клиента с сервера;
- Администраторы могут запрашивать фактические образцы снимков экрана у определенных игроков и могут настроить сервер для случайного получения образцов снимков экрана от игроков во время игры;
- Предусмотрена дополнительная возможность, позволяющая администраторам запретить игрокам использовать оскорбительные никнеймы игроков, содержащие обсценную лексику или оскорбления;
- Средство PunkBuster Player Power может быть настроено так, чтобы позволить игрокам самостоятельно администрировать игровые серверы, когда администратор сервера отсутствует полностью, без необходимости ввода паролей. Игроки могут самостоятельно проголосовать за удаление игрока с сервера;
- Серверы имеют дополнительный встроенный интерфейс мини HTTP сервера, который позволяет удаленно управлять игровым сервером через веб-браузер;
- Администраторы могут передавать журналы своих серверов в другое место в реальном времени.